# Chaco (álbum)
Chaco es el tercer álbum de estudio del dúo argentino Illya Kuryaki and the Valderramas, lanzado en 1995 por Gigoló Productions. Fue producido por Mariano López y Machi, el exbajista de Invisible. El disco incluye dieciséis temas que fueron masterizados en Nueva York por Ted Jensen (habitual colaborador de Madonna). Acompañados por Fernando Samalea (batería), Gustavo Spinetta (percusión), Gabriel Albizuri (guitarra) y Fernando Nale (bajo), los músicos presentaron el corte «Abarajame».
El disco fue un éxito y desde sus comienzos vendió cerca de 250 000 copias. Esto se consideró como un éxito ya que su pasado material, Horno para calentar los mares, no tuvo el éxito esperado. En el año 2007, la revista Rolling Stone de Argentina lo ubicó en el puesto 38.º de su lista de los 100 mejores álbumes del rock argentino. Fueron reconocidos como Mejor Grupo, Mejor Álbum y Mejor Video («Abarajame») por las encuestas de los suplementos Sí de Clarín y No de Página/12.[cita requerida]

## Lista de canciones
Compuestas por Dante Spinetta y Emmanuel Horvilleur, excepto donde se indica.
1. Chaco - 4:10
2. Abarajame - 4:17
3. Jaguar House - 3:46
4. Hermoza from Heaven (D.Spinetta)- 4:27
5. Ipanema - 0:28
6. Remisero - 3:23
7. Abismo (E. Horvilleur)- 4:48
8. Húmeda (D.Spinetta) - 3:54
9. Sirena - 0:34
10. No es tu Sombra (D.Spinetta) (E. Horvilleur) - 4:23
11. En el Reino (la hija de la esgrima) - 3:12
12. Hermana Sista (E. Horvilleur) - 6:12
13. Jalea (E. Horvilleur) - 4:43
14. Mitad de la Canción del Caballo Violeta - 2:44
15. Hombre Blanco (D.Spinetta) - 4:18
16. Nacimiento - 3:12

## Personal
Miembros
- Emmanuel Horvilleur (voz, bajo, percusión, guitarra acústica, producción, compositor, arreglado)
- Dante Spinetta (voz, guitarra eléctrica y acústica, bajo, loop, percusión, orquesta chaqueña, producción, compositor, arreglado)

Músicos invitados
- Fernando Samalea (batería)
- Gustavo Spinetta (percusión)
- Gabriel Albizuri (guitarra, solo de viola en "Hermana Sista"))
- Fernando Nale (bajo)
- Javier Malosetti (contrabajo)
- Claudio Cardone (harpsichord)
- Santi Vazquez (trompeta)
- Nicolas Cota (dedo mágico, percusión)
- Déborah Dixon (voz en "Jaguar House" y "Abismo")
- Malala Fontán (chica francesa en "Jaguar House")
- Gustavo Ridllenir (flauta)
- Carlos Villavencio (arreglo y dirección de cuerdas)
- Machi (bajo, coros en "Ipanema" y "Mitad de la Canción del Caballo Violeta")
- Caterina Spinetta (chica latina en "Ipanema")
- Guadalupe Martí (reina of pulmonada en "Sirena")
- Gustavo Pesoa (I ain't your woman)
- Ernesto Frith (legado vocal)

## Ficha técnica
- Grabación: grabado y mezclado en los estudios Diosa Salvaje entre enero y junio de 1995
- Ingeniero de grabación y mezcla: Machi
- Edición digital: Andrés Mayo
- Producción ejecutiva: José Luis Miceli
- Foto de tapa: Bruce Leé
- Foto banda: Nora Lezano, Samalea, Yamila Melillo
- Producción: Producido, compuesto, arreglado y tocado por I.K.V.
- Ingeniero de grabación en 2, 110, 12: Mariano López
- Asistente de grabación: Aníbal "vieja" Barrios
- Mastering: Ted Jensen, Sterling sound NY
- Asistente mental: Pablo Mohana, Catering Deneuve
- Fotomontaje: Eduardo Martí
- Dirección artística: IKV, Eloísa Balliván
- Diseño de arte: Eloísa Balliván